# John McIntyre (dessinateur)
Pour les articles homonymes, voir John McIntyre.
John McIntyre est un maquettiste, scénariste et animateur américain.

## Filmographie
| Année | Films/Dessins-animés                    | Rôle                                       | Notes                            |
| ----- | --------------------------------------- | ------------------------------------------ | -------------------------------- |
| 1993  | Rocko's Modern Life                     | Maquettiste/directeur                      | Épisodes variés                  |
| 1995  | What a Cartoon!                         | Directeur                                  | Épisodes variés                  |
| 1996  | Le Laboratoire de Dexter                | Maquettiste/animateur/scénariste/directeur | Épisodes variés                  |
| 1997  | Cléo et Chico                           | Directeur                                  | Épisodes variés                  |
| 1997  | Johnny Bravo                            | Directeur                                  | Épisodes variés dans la saison 1 |
| 1997  | Les Supers Nanas                        | Scénariste/Directeur                       | Épisodes variés selon la saison  |
| 1999  | Ed, Edd & Eddy                          | Scénariste                                 | Épisodes variés                  |
| 2005  | L'Incroyable Histoire de Stewie Griffin | Maquettiste                                |                                  |
| 2005  | Brandy et M. Moustache                  | Directeur                                  | Épisodes variés                  |